# Апокриф: музыка для Петра и Павла
«Апокриф: музыка для Петра и Павла» — российский художественный фильм 2004 года.

## Сюжет
Сюжет описывает отрывок из жизни русского композитора Петра Ильича Чайковского. Уже известный 38-летний Чайковский заезжает к своей сестре Александре в гости проездом из Вены в усадьбу помещиков Давыдовых, где гостит четыре дня. Здесь, в малороссийской Каменке, должно состояться первое исполнение его хорового сочинения «Благообразный Иосиф». Все в ожидании премьеры. Долгожданный концерт начинается, но заканчивается провалом.

## В ролях
| Актёр               | Роль                                                     |
| ------------------- | -------------------------------------------------------- |
| Андрей Савостьянов  | Пётр Ильич Чайковский                                    |
| Дарья Михайлова     | Александра Ильинична Давыдова (сестра П. И. Чайковского) |
| Александр Феклистов | Лев Васильевич Давыдов                                   |
| Альберт Филозов     | Николай Васильевич Давыдов                               |
| Сергей Степанченко  | Антон Антонович (пристав)                                |
| Галина Кашковская   | Антонина Милюкова                                        |
| Алла Казанская      | бабушка                                                  |
| Сергей Шеховцов     | отец Александр                                           |
| Александр Олешко    | Алёша Софронов (слуга Чайковского)                       |
| Алексей Маклаков    | Моцарт                                                   |
| Геннадий Юхтин      | митрополит                                               |
| Алина Булынко       | племянница П. И. Чайковского Татьяна Давыдова            |
| Павел Лысёнок       | племянник П. И. Чайковского Владимир Давыдов             |
| Наталья Позднякова  | няня                                                     |

## Озвучивание
- Павел Лысёнок — от автора

## Награды
- Приз жюри «Серебряная ладья» кинофестиваля «Окно в Европу» в Выборге в 2005 году — кинодраматургу Юрию Арабову за сценарий фильма[1].
- Премия Телевизионного фестиваля в Монте-Карло 2006 года в категории «Лучший мини-сериал»[2].

## Критика
Фильм получил награды на отечественном и международном фестивалях, но вызвал ироническое отношение кинокритиков. Так, кандидат философских наук и доктор искусствоведения Нина Цыркун писала: «Сценарий дословно, буква в букву, иллюстрируется картинками, ради этой дословности вводится закадровый детский голос „от автора“, и даже сон — вот уж простор для режиссёрской фантазии — пересказывается словами».

## Интересные факты
- В эпизоде, в котором Чайковский бьёт по щеке свою жену (кстати, удар был настоящим), один из нищих, сидящих перед церковью, вскочил с места, чтобы помочь ей встать, когда она упала. Это была чистейшая импровизация актёра, несогласованная со сценарием.
- Съёмки церкви снаружи и внутри неё проходили в местечке Свобода (Коренная пустынь) и селе Тазово Золотухинского района Курской области, а также эпизоды природы.
- Фильм проработан до мельчайших подробностей. Например, объявления и афиши на информационном столбе были напечатаны дореволюционным шрифтом с текстом, характерным для тех времён, учитывая, что их прочитать в кадре нереально.[источник не указан 82 дня]